# Хамидов, Хусниддин
Хусниддин Хамидов (узб. Xusniddin Xamidov; 5 января 1935, Чимбайский район, Каракалпакская АССР — 5 ноября 2019, Ташкент, Узбекистан) — каракалпакский лингвист и литературовед, действительный член Академии наук Узбекистана (2000 год). В 1995-1999 годах депутат Олий Мажлиса.

## Биография
В 1955 году окончил двухгодичный учительский институт и свою трудовую деятельность начал в средней школе Чимбайского района в качестве учителя. В Чимбайском районе работал с 1955 по 1959 год учителем.
С 1960 года работает младшим научным сотрудником Института языка и литературы при каракалпакском отделении Академии наук Узбекской ССР, а затем старшим научным сотрудником. В 1971 году занимает должность руководителя отдела восточных рукописей. В 1989 году занимает должность заведующего кафедрой истории, диалектологии и рукописей каракалпакского языка Каракалпакского государственного университета.
В 1967 году защитил кандидатскую диссертацию, а в 1990 году — докторскую. В 1993 году получил звание заслуженный деятель науки Каракалпакстана. В 1994 году он стал членом-корреспондентом, а в 2000 году был избран действительным членом Академии наук Узбекистана.
В 1995 году был избран депутатом Олий Мажлиса первого созыва от партии «Ватан тараккиёти».

## Научная деятельность
Научная работа Хамидова в основном посвящена истории каракалпакского языка, а также его исторической лексикологии, грамматике и словообразованию. Он автор таких работ, как:
- "Очерки истории каракалпакского языка"
- "Письменные памятники старого каракалпакского языка"
- "Наследие рукописей Бердаха".

## Примечание
1. ↑  Oʻzbekiston milliy ensiklopediyasi. — 2012.
2. ↑  АКАДЕМИЯ НАУК РЕСПУБЛИКИ УЗБЕКИСТАН. www.academy.uz. Дата обращения: 28 января 2020. Архивировано 20 января 2020 года.
3. ↑  Скончался академик Хусниддин Хамидов. Мирзиёев и Арипов выразили соболезнования. Podrobno.uz. Дата обращения: 28 января 2020. Архивировано 28 января 2020 года.